# Nokia Lumia 520
Nokia Lumia 520 — смартфон, разработанный компанией Nokia, работающий под управлением операционной системы Windows Phone 8.

## Внешний вид
Съёмная задняя крышка сделана из матового поликарбоната, доступна в пяти цветах: чёрном, белом, жёлтом, синем и красном. Клавиши звука, питания и камеры располагаются на правой грани. На задней поверхности под крышкой располагаются слоты для MicroSIM и MicroSD. Сверху и снизу находятся функциональные разъёмы. Динамик располагается в нижней части корпуса под задней крышкой.

## Аккумулятор и время работы
Телефон укомплектован аккумуляторной батареей BL-5J ёмкостью 1430 мА·ч. Производителем заявлено следующее время работы:
- режим разговора — до 9,7 часов (3G), 17,4 часов (2G);
- режим ожидания — до 390 часов (3G);
- режим воспроизведения музыки — до 52 часов.

## Операционная система, приложения
Nokia Lumia 520 работает под управлением операционной системы Windows Phone 8 (после обновления — Windows Phone 8.1). Как и все остальные телефоны Lumia, модель 520 продается с предустановленными эксклюзивными приложениями Nokia. Также имеется большой выбор программ сторонних разработчиков в фирменном магазине Microsoft.

## Отзывы в прессе
Nokia Lumia 520 получила в целом положительные отзывы, как бюджетный смартфон с хорошим соотношением цены и качества. Достоинствами названы высокая производительность, хорошее качество изображения, сенсорный экран, реагирующий на прикосновения рук (в том числе и в перчатках); недостатками — отсутствие олеофобного покрытия, антибликового фильтра ClearBlack, стекла Gorilla Glass, недостаточный объём оперативной памяти, не позволяющий запускать ресурсоёмкие программы (в основном, игры).